# Kohei Tezuka
Kohei Tezuka (手塚 康平, Tezuka Kohei), né le 6 avril 1996, est un footballeur japonais.

## Biographie
Tezuka commence sa carrière en 2015 avec le club du Onehunga Sports. En 2016, il est transféré au Kashiwa Reysol, club de J1 League. Le club relégué en J2 League à l'issue de la saison 2018. Il dispute un total de 52 matchs avec le club. En 2020, il est transféré au Yokohama FC, club de J1 League. En 2022, il signe au Sagan Tosu.